# Пирс, Алекс
Александер Джеймс Пирс (англ. Alexander James Pearce; родился 9 ноября 1988 года в Уоллингфорде, Англия) — ирландский футболист, защитник клуба «Миллуолл» и национальной сборной Ирландии.

## Клубная карьера
Пирс родился в Уоллингфорде, графство Оксфордшир. Посещал ораторскую школу в Вудкоте до предпоследнего класса, после чего был зачислен в академию «Рединга». 23 октября 2006 года молодой игрок подписал трёхлетний контракт с клубом, а 9 января 2007 года дебютировал за основную команду, выйдя на замену в третьем раунде кубка Англии против «Бернли».
9 февраля 2007 года клуб третьего по значимости английского дивизиона «Нортгемптон Таун» взял игрока в месячную аренду. Пирс дебютировал за новый клуб в матче против «Ноттингем Форест», закончившегося поражением «Нортгемптона» 0:1. 8 апреля 2007 года игрок забил первый гол за «Нортгемптон» в матче против «Сканторпа». После возвращения в «Рединг» Пирса не подпускали к основному составу, зато он стал капитаном резервной команды и выиграл с ней чемпионат Англии для резервистов, обыграв в финале «Болтон» 2:0. Пирс забил победный мяч в том матче.
2 ноября 2007 года Пирс отправляется в аренду в «Борнмут», клуб третьего английского дивизиона. Его игра приглянулась руководителям команды, и они предложили игроку постоянный контракт на 2,5 года. Но Пирс решил вернуться в родную команду.
По возвращении из аренды Пирс вышел 15 января 2008 года в стартовом составе на матч 1/16 кубка Англии против «Тоттенхэма». За матчем с трибуны стадиона «Мадейски» наблюдал новоиспечённый тренер сборной Англии Фабио Капелло. 31 января Пирс снова отправился за игровой практикой в аренду в «Норвич» до конца сезона 2007/08. По возвращении из аренды игрок забил свой первый мяч за «Рединг» в матче на кубок лиги против «Лутона» 26 августа 2008 года. Затем в карьере Пирса случилась очередная аренда: на этот раз в «Саутгемптон», за который он выступал с 31 октября по конец декабря 2008 года. Он дебютировал за «святых» 1 ноября в матче против «Престона», забив одни из голов, который помог его команде одержать волевую победу со счётом 3:2, проигрывая 0:2.
Вернувшись, Пирс наконец получает необходимую игровую практику в «Рединге». Он быстро становится одним из лидеров команды, и его назначают вице-капитаном команды. Из-за травмы капитана команды Ивара Ингимарссона в начале сезона 2009/10 Пирс выводит команду на матчи с капитанской повязкой. В сезоне 2011/12, в котором «Рединг» завоевал путёвку в Премьер-лигу, Пирс получил награду «игрока года» английского Чемпионшипа.
8 июня 2015 года, после истечения контракта с «Редингом», Алекс перешёл в «Дерби Каунти», подписав с клубом трёхлетний контракт. Его дебют в клубе состоялся 12 августа в матче Кубка лиги против «Портсмута».
19 января 2016 года Пирс на правах аренды до конца сезона 2015/16 перешёл в «Бристоль Сити».

## Международная карьера
Несмотря на то, что Пирс родился на территории Англии, его родители были шотландцами, и игрок получил вызов в сборную именно этой страны. Он дебютировал за молодёжную сборную Шотландии 20 мая 2008 года в матче против сверстников из Норвегии. В том матче шотландцы обыграли норвежцев со счётом 4-1.
Но на школьном уровне Пирс сыграл несколько матчей и за сборную Ирландии до 14 лет, что давало ему возможность выступать и за её основную сборную. Он решил выступать за Ирландию после того, как были отменены все его главные награды и достижения в составе шотландской сборной. В октябре 2011 года Пирс заявил: «Единственная страна, за которую я хочу выступать, — это Ирландия». И 8 сентября 2012 года Пирс был вызван в состав национальной сборной Ирландии на товарищеский матч против Омана. В том победном для ирландцев матче Пирс забил один из мячей своей команды, а игра завершилась со счётом 4-1.